# Џо Данте
Џозеф Џејмс „Џо” Данте, млађи (енгл. Joseph James "Joe" Dante, Jr.; Морстаун, 28. новембар 1946) амерички је режисер, продуцент, монтажер и глумац. Редитељску каријеру је започео 1968, радећи за редитеља и продуцента нискобуџетних играних филмова Роџера Кормана, а најпознатији је по филмовима Урликање, Гремлини, Унутрашњи свемир, Комшије из пакла, Мали војници и Шашава дружина: Поново у акцији. Често режира у жанровима хорор-комедије и научне фантастике.